# Queen Forever
Queen Forever – album kompilacyjny angielskiego zespołu rockowego Queen. Został wydany 10 listopada 2014. Jest to pierwsze premierowe nagranie oryginalnego składu formacji od czasu publikacji Made in Heaven (1995).
28 listopada 2014 album uzyskał status złotej płyty w Wielkiej Brytanii; podobnie w Polsce.

## Geneza
Publikację podobnego wydawnictwa przewidywano od kilku lat przed publikacją albumu, które zawierać miało „zapomniane” przez członków brytyjskiej grupy taśmy, na których zapisany był śpiew Freddiego Mercury’ego. Basista formacji John Deacon także znalazł się na tych archiwalnych nagraniach. W grudniu 2013 roku perkusista Roger Taylor zapowiedział z gitarzystą Brianem Mayem, że „w przyszłym roku łączymy siły, by dokończyć to co mamy, by później przekształcić to w coś na wzór albumu”. 23 maja 2014 roku May potwierdził tytuł płyty w wywiadzie radiowym udzielonym walijskiej rozgłośni BBC Radio Wales, gdzie oznajmił jednocześnie, że „kompilacja” zostanie wydana pod koniec 2014 roku.

## Premiera po latach
Queen Forever jest pierwszym albumem z premierowym materiałem zespołu Queen – w nagraniu którego udział wziął Mercury (zmarły w 1991 r.) oraz Deacon (który wycofał się z życia publicznego w 1997 r.) – od czasu pojawienia się w 1995 roku na rynku albumu Made in Heaven. Wydawnictwo jest pierwszym projektem od czasu nagrania singla „No-One but You (Only the Good Die Young)” (promującego ich kompilację Queen Rocks, 1997), gdzie nowy materiał zawiera grę oryginalnych członków grupy.

## Materiał
Brian May powiedział, że większość materiału „pochodzi z lat 80., kiedy byliśmy u szczytu kariery. To wszystko budzi emocje. Są tam piękne ballady z wielkim epickim brzmieniem”. Muzyk stwierdził także, że muzycznie płyta miała być podobna do Made in Heaven. W piosence „There Must Be More to Life Than This”, znajdującej się na albumie, zaśpiewał Michael Jackson.
W 2014 roku amerykański wokalista Adam Lambert, podczas północno-amerykańskiej trasy koncertowej Queen + Adam Lambert, stwierdził, że solowy utwór Mercury’ego „Love Kills”, pierwotnie przeznaczony na płytę studyjną zespołu The Works (1984), został „przerobiony przez muzyków i pojawi się na nadchodzącym albumie”. W sierpniu 2014 roku podczas internetowego wywiadu Maya z amerykańskim dziennikarzem radiowym Eddiem Trunkiem, gitarzysta potwierdził, że kolejny odrzut z płyty The Works – „Let Me in Your Heart Again”, nagrany w Los Angeles w 1983 roku, także miał się znaleźć na tym wydawnictwie. Piosenka wcześniej została zamieszczona na albumie Anity Dobson (prywatnie żony Maya), Talking of Love (1988), gdzie muzyk zagrał na gitarze.

## Lista utworów
W nawiasach podano nazwiska autorów piosenek.

### Wydanie jednopłytowe
1. „Let Me in Your Heart Again” (Brian May)
2. „Love Kills – The Ballad” (Freddie Mercury / Giorgio Moroder)
3. „There Must Be More To Life Than This” (William Orbit Mix) (Mercury)
4. „It’s a Hard Life” (Mercury)
5. „You’re My Best Friend” (John Deacon)
6. „Love of My Life” (Mercury)
7. „Drowse” (Roger Taylor)
8. „Long Away” (May)
9. „Lily of the Valley” (Mercury)
10. „Don’t Try So Hard” (Mercury)
11. „Bijou” (Mercury/May)
12. „These Are the Days of Our Lives” (Taylor)
13. „Las Palabras de Amor” (May)
14. „Who Wants to Live Forever” (May)
15. „A Winter’s Tale” (Mercury)
16. „Play the Game” (Mercury)
17. „Save Me” (May)
18. „Somebody to Love” (Mercury)
19. „Too Much Love Will Kill You” (May / Frank Musker / Elizabeth Lamers)
20. „Crazy Little Thing Called Love” (Mercury)

### Wydanie dwupłytowe
| CD 1 1. „Let Me in Your Heart Again” (Brian May) 2. „Love Kills – the Ballad” (Mercury/Moroder) 3. „There Must Be More to Life Than This” (William Orbit Mix) (Mercury) 4. „Play the Game” (Mercury) 5. „Dear Friends” (May) 6. „You’re My Best Friend” (Deacon) 7. „Love of My Life” (Mercury) 8. „Drowse” (Taylor) 9. „You Take My Breath Away” (Mercury) 10. „Spread Your Wings” (Deacon) 11. „Long Away” (May) 12. „Lily of the Valley” (Mercury) 13. „Don’t Try So Hard” (Mercury) 14. „Bijou” (Mercury-May) 15. „These Are the Days of Our Lives” (Taylor) 16. „Nevermore” (Mercury) 17. „Las Palabras de Amor” (May) 18. „Who Wants to Live Forever” (May) | CD 2 1. „I Was Born to Love You” (Mercury) 2. „Somebody to Love” (Mercury) 3. „Crazy Little Thing Called Love” (Mercury) 4. „Friends Will Be Friends” (Mercury/Deacon) 5. „Jealousy” (Mercury) 6. „One Year of Love” (Deacon) 7. „A Winter’s Tale” (Mercury) 8. „’39” (May) 9. „Mother Love” (Mercury/May) 10. „It’s a Hard Life” (Mercury) 11. „Save Me” (May) 12. „Made in Heaven” (Mercury) 13. „Too Much Love Will Kill You” (May / Frank Musker / Elizabeth Lamers) 14. „Sail Away Sweet Sister” (May) 15. „The Miracle” (Mercury/May/Deacon/Taylor) 16. „Is This the World We Created…?” (Mercury/May) 17. „In the Lap of the Gods … Revisited” (Mercury) 18. „Forever” (May) |

## Twórcy
- Freddie Mercury – śpiew, fortepian, instrumenty klawiszowe
- Brian May – gitara
- Roger Taylor – perkusja
- John Deacon – gitara basowa